# Sergey Brin

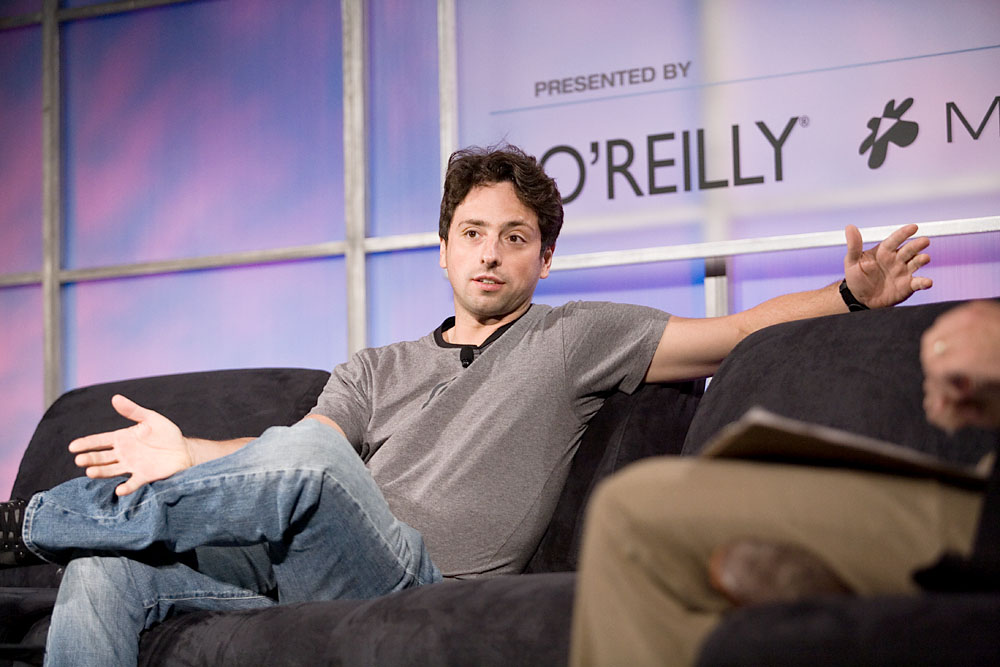

Sergey Brin (sinh ngày 21 tháng 8 năm 1973 tại Moskva, Nga), là một doanh nhân người Mỹ gốc Do Thái, cũng là người đồng sáng lập Google cùng với Larry Page. Brin hiện tại là Giám đốc Kỹ thuật của Google và có tài sản ước tính là 142,2 tỷ $ (theo Forbes ngày 24/2/2025), giúp anh trở thành người giàu thứ mười một thế giới.

## Thông tin cá nhân
Sergey được sinh ra tại Moskva, Nga trong một gia đình người Do Thái, là con trai của 1 nhà toán học và 1 nhà kinh tế học. Năm 1979, khi Sergey lên 6, gia đình anh di cư sang Mỹ. Brin học tại trường điểm Paint Branch Motessori tại Adelphi, Maryland. Tuy nhiên, anh lại học nhiều hơn tại nhà, với người cha là Giáo sư Toán học tại Đại học Maryland, người đã nuôi dưỡng niềm yêu thích toán học ở Sergey. Gia đình cũng giúp anh duy trì được vốn tiếng Nga của anh.
Tháng 11/1990, sau khi vào học tại trường Trung học Eleanor Roosevelt, Sergey đến Đại học Maryland tại College Park để học ngành Toán và Khoa học máy tính. Anh lấy bằng Cử nhân Khoa Học vào tháng 5/1993 loại danh dự. Sau khi tốt nghiệp từ Maryland, Sergey nhận được học bổng tốt nghiệp từ Hiệp Hội Khoa học Quốc gia, cho phép anh học lên Thạc sĩ tại Đại học Stanford.
Sergey nhận bằng Thạc sĩ vào tháng 8 năm 1995, sớm hơn so với chương trình thường lệ. Mặc dù đã được nhận vào học Tiến sĩ nhưng Sergey đã gác lại việc học vô hạn định vì phải làm việc ở Google. Sergey cũng nhận bằng MBA danh dự tại Instituto de Empresa.

## Niềm đam mê đối với các công cụ tìm kiếm
Sergey bộc lộ niềm đam mê đối với Internet từ rất sớm khi còn đang học tại Stanford. Anh là tác giả và đồng tác giả của nhiều bài báo về kho dữ liệu và mô hình chiết xuất. Anh cũng viết phần mềm để chuyển đổi dễ dàng TeX, một loại ngôn ngữ dùng cho các bài báo khoa học, sang định dạng HTML và xây dựng trang web cho việc xếp hạng phim.
Thời điểm bước ngoặt của Sergey là lúc anh gặp Larry Page, đồng chủ tịch Google trong tương lai. Chuyện lạ rằng mặc dù 2 người chẳng ưa nhau khi lần đầu tiên gặp gỡ tại buổi lễ Tốt nghiệp của sinh viên ngành Khoa học Máy tính ở Stanford, họ đã sớm tìm ra sở thích chung: tìm kiếm những thông tin giống nhau từ những cơ sở dữ liệu lớn. Họ cùng với nhau là đồng tác giả bài báo mang tên "Sự phân tích về cỗ máy tìm kiếm trang Web dạng Hypertext mức độ lớn". Đây được xem là đóng góp mang tính phôi thai của họ. Bài báo đã trở thành một trong 10 bài viết khoa học được đọc nhiều nhất ở Đại học Stanford.

## Các sự kiện khác

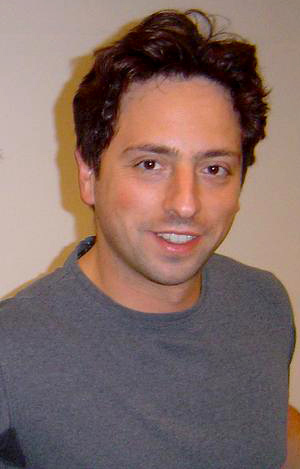
ㅤㅤㅤㅤㅤㅤ

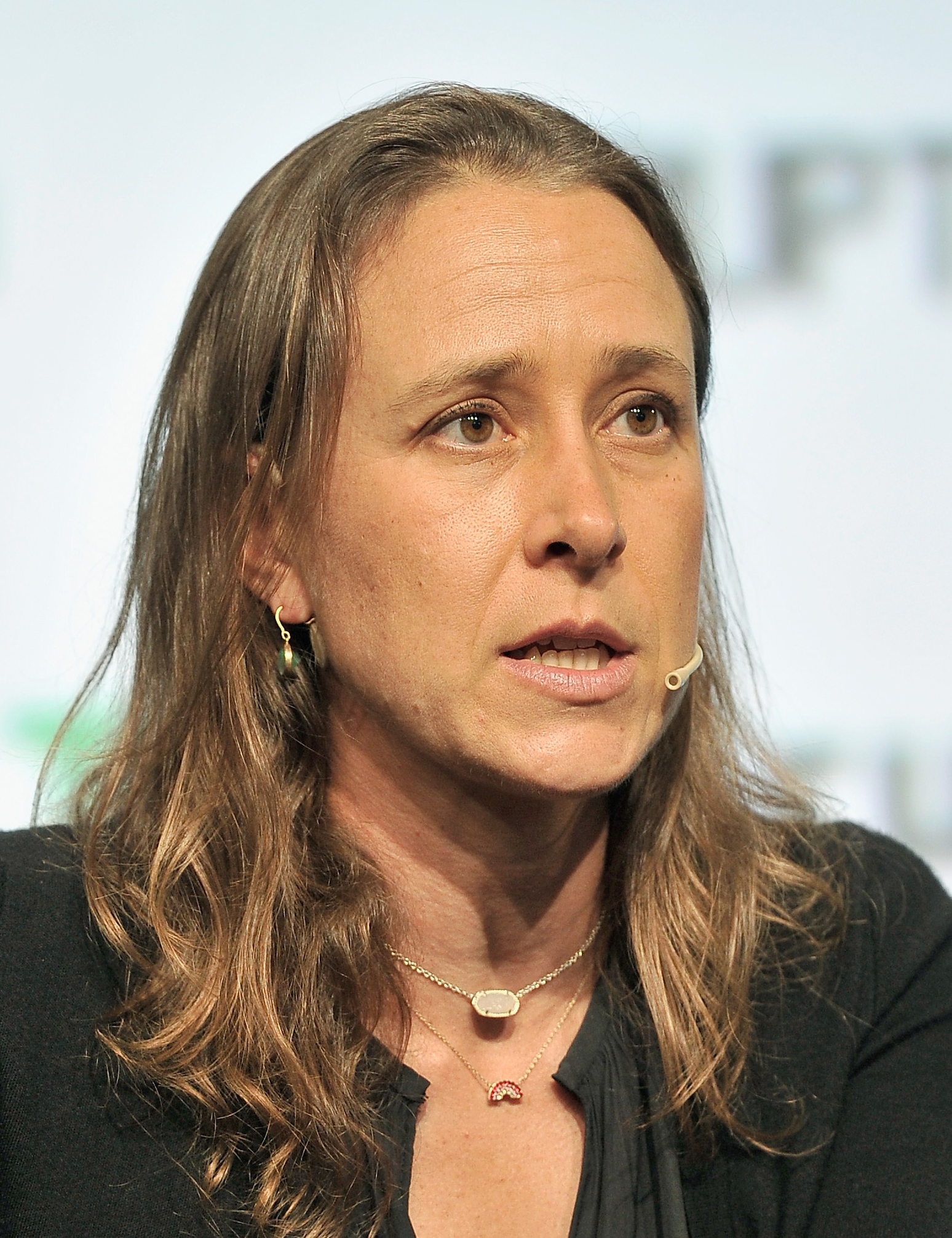
Anne Wojcicki

Sergey đã từng xuất hiện trong một số chương trình truyền hình như Charlie Rose Show, CNBC và CNN.
Năm 2004, Sergey và Larry Page được vinh danh là "Nhân vật của tuần" trong bản tin ABC World News Tonight. Tháng 1/2005 đã được đề cử vào một trong số "Những nhà trẻ lãnh đạo toàn cầu" ở diễn đàn Kinh Tế Thế giới.
Sergey và Page đã tậu một chiếc Boeing 767 cho công việc làm ăn và cho nhu cầu cá nhân của họ. Nội thất trong máy bay dự tính được thiết kế lại bởi nhà thiết kế nội thất máy bay Leslie Jennings, tuy nhiên, một cuộc tranh luận mang tính pháp lý đã nổ ra và chủ cũ của chiếc máy bay đã phải cho hoãn việc nâng cấp nó. Khi được tu sửa lại, chiếc máy bay có thể chở đến 50 hành khách và còn có cả một chiếc giường cỡ lớn kiểu California.
Vào năm 2007, cùng với Larry Page và Schmidt, Brin được tạp chí PC World bình chọn là nhân vật quan trọng số một trong số 50 người quan trọng nhất của thế giới web.
Brin cũng đầu tư vào Tesla Motors, công ty đang phát triển chiếc Tesla Roadster, một dạng xe dùng điện loại 250 dặm.
Tháng 5 năm 2007, Sergey kết hôn với Anne Wojcicki tại Bahamas.